# تل دو زن (غربی)
تل دو زن (غربی) مربوط به دوره عیلامیان است و در شهرستان بهبهان، بخش مرکزی، دهستان حومه، روستای اسلام‌آباد واقع شده و این اثر در تاریخ ۱ مرداد ۱۳۸۶ با شمارهٔ ثبت ۱۹۲۷۷ به‌عنوان یکی از آثار ملی ایران به ثبت رسیده است.